# Clásico más Añejo
El Clásico más Añejo del fútbol paraguayo es el partido del citado deporte en que se enfrentan las dos representaciones futbolísticas más antiguas del país, el Club Olimpia y el Club Guaraní, la cual se constituyera en la primera gran rivalidad del balompié paraguayo.
Desde los inicios del fútbol organizado en Paraguay, Olimpia y Guaraní han sido dos de sus protagonistas más representativos y exitosos, razón por la cual los partidos entre ambos suelen ser eventos muy esperados en el calendario futbolístico nacional.

## Historia

### Enfrentamientos
El partido entre Olimpia y Guaraní fue el primero en disputarse oficialmente en aquel primer torneo de la entonces Liga Paraguaya de Fútbol en 1906. De ahí su denominación de “Clásico más antiguo”. Fue empate, 1-1, dándose así el banderazo inicial. 
Los goles de aquel primer cotejo entre aurinegros y franjeados, jugado en la Quinta Caballero (hoy Parque Caballero), el domingo 8 de julio de 1906, fueron obra de Salvador Mellián para Guaraní, empatando Miguel Díaz para Olimpia. Aquel primer campeonato lo ganó Guaraní de manera invicta, siendo Olimpia el único rival al cual no pudo derrotar
En los dos primeros años, el duelo entre franjeados y aborígenes fue dominado por el segundo (dos victorias y dos igualdades). Recién en la temporada del 1910 se produjo la primera victoria del Franjeado, en la cancha, pues las dos del año anterior fueron por w.o, debido al retiro del Indio del campeonato.
Aquel primer éxito Decano, en el año 10, fue por 4-1, el domingo 10 de julio, en la 2.ª fecha de la 1.ª rueda. El cotejo se disputó en cancha de Sociedad, en la entonces Villa Egusquiza, donde en la actualidad se encuentra el campo de deportes del Colegio Internacional. En la segunda rueda de ese campeonato también venció el Decano, 2-1.
Los enfrentamientos entre los más antiguos, a través de las décadas, fueron de neto dominio olimpista y recién en el decenio comprendido entre el 2000 y 2009 pudo Guaraní superar a su rival, aprovechando en gran medida la grave crisis que envolvió al equipo de Para Uno posterior al alejamiento de la dirigencia de su gran líder, Osvaldo Domínguez Dibb. En ese lapso, fueron 42 enfrentamientos, resultando vencedor el Aurinegro en 17 duelos, el Decano triunfó en 11 oportunidades e igualaron 14 confrontaciones.
Rachas triunfales. El Decano es el que ostenta las mayores rachas de triunfos en serie, al alcanzar ocho victorias al hilo en dos oportunidades ante el Legendario. La primera se produjo entre el 16 de agosto de 1936 (4-2) y el 28 de abril de 1940 (3-2). La segunda serie fue entre el Apertura de 1993 (1-0) y el partido semifinal del torneo Clausura de 1995 (3-0).
Además de los duelos de liga, también se han enfrentado en el marco de la Copa Libertadores. En 1966 se produce el primer duelo entre equipos paraguayos en el torneo internacional, Olimpia y Guaraní se encuentran en el Grupo 2, junto con los chilenos Universidad Católica y Universidad de Chile el primer partido se desarrolló el 27 de febrero y terminó empatado 3 a 3. El 20 de marzo llegan al duelo de la sexta fecha con la franja con dos puntos de ventaja sobre el aurinegro, este último, obligado a ganar para forzar un partido de desempate por la clasificación, consigue imponerse por 2 goles contra 0 y tres días más tarde, nuevamente logra la victoria en el juego extra, esta vez sería por el marcador de 2 goles a 1. Se registraron cinco duelos en el certamen continental, allí el legendario se mantiene invicto marcando una clara supremacia con tres victorias y dos empates.
En 2018 definieron la primera histórica final de la Copa Paraguay, Guaraní se llevó el trofeo tras ganar en tanda de penales, así se coronaba nuevamente como el primer campeón de un certamen organizado por la APF, tal como ocurriera en 1906 con la obtención del primer torneo de liga

### Partidos que decidieron títulos
A continuación el detalle de todas las definiciones de títulos absolutos u oficiales entre los viejos rivales. Solo se consignan los partidos en los que ambos equipos luchaban por el título:
- Campeonato Paraguayo 1947. Penúltima fecha

Olimpia 3-0 Guaraní
Olimpia Campeón
- Campeonato Paraguayo 1965. Partidos extra

Olimpia 1-2 Guaraní
Olimpia 4-1 Guaraní
Olimpia 2-1 Guaraní
Olimpia Campeón
- Campeonato Paraguayo 1984. Última fecha

Guaraní 4-2 Olimpia
Guaraní Campeón
- Torneo Clausura 2000. Final

Olimpia 1-0 Guaraní
Olimpia 3-1 Guaraní
Olimpia Campeón
- Copa Paraguay 2018. Final

Guaraní 2(5)-2(3) Olimpia
Guaraní Campeón
- Torneo Clausura 2020. Final

Olimpia 2(5)-2(4) Guaraní
Olimpia Campeón

Otros duelos definitorios
- Copa Libertadores 1966 - Primera fase - Desempate por el segundo lugar

Guaraní 2-1 Olimpia
Guaraní se clasificó
- Campeonato Paraguayo 1995 - Semifinales

Guaraní 0-1 Olimpia
Olimpia 3-0 Guaraní
Olimpia se clasificó
- Torneo Clausura 1997 - Semifinales

Olimpia 4-2 Guaraní
Olimpia se clasificó
- Campeonato Paraguayo 2003 - Definición del Vicecampeonato

Guaraní 1-1 Olimpia
Olimpia 2-3 Guaraní
Guaraní Vicecampeón

## Estadísticas
Datos actualizados al 06 de abril  del 2025
| Torneo                       | Partidos | Victorias de Guaraní | Empates | Victorias Olimpia | Goles a favor de Guaraní | Goles a favor de Olimpia |
| ---------------------------- | -------- | -------------------- | ------- | ----------------- | ------------------------ | ------------------------ |
| Primera División de Paraguay | 322      | 91                   | 80      | 151               | 409                      | 540                      |
| Copa Libertadores de América | 5        | 3                    | 2       | 0                 | 8                        | 4                        |
| Pre-Libertadores             | 1        | 1                    | 0       | 0                 | 1                        | 0                        |
| Copa Paraguay                | 1        | 0                    | 1       | 0                 | 2                        | 2                        |
| Total de partidos oficiales  | 329      | 95                   | 83      | 151               | 420                      | 546                      |

## Palmarés
A continuación se expone una tabla comparativa de competiciones nacionales e internacionales oficiales ganadas por ambos clubes. No se cuentan competiciones de carácter amistoso.
| Competición                      | Títulos de Guaraní | Títulos de Olimpia |
| -------------------------------- | ------------------ | ------------------ |
| Primera División                 | 11                 | 47                 |
| Copa Paraguay                    | 1                  | 1                  |
| Copa República                   | 0                  | 2                  |
| Supercopa Paraguay               | 0                  | 1                  |
| Plaqueta Millington Drake        | 0                  | 4                  |
| Total de títulos nacionales      | 12                 | 55                 |
| Copa Intercontinental            | 0                  | 1                  |
| Copa Interamericana              | 0                  | 1                  |
| Copa Libertadores                | 0                  | 3                  |
| Recopa Sudamericana              | 0                  | 2                  |
| Supercopa Sudamericana           | 0                  | 1                  |
| Total de títulos internacionales | 0                  | 8                  |
| Total de títulos oficiales       | 12                 | 63                 |

Datos actualizados a la obtención del último título por parte de alguno de los equipos(Club Olimpia) en fecha 17 de noviembre del 2024.